# Kagrra,
« Kagrra » redirige ici. Ne pas confondre avec Kagra.
 (février 2011).
Si vous disposez d'ouvrages ou d'articles de référence ou si vous connaissez des sites web de qualité traitant du thème abordé ici, merci de compléter l'article en donnant les références utiles à sa vérifiabilité et en les liant à la section « Notes et références ».
Kagrra (神樂, Kagura) est un groupe japonais de visual kei.
Kagrra est une déformation du mot "Kagura" qui signifie "musique des dieux". En effet, à la base, le groupe appuyait ses textes et ses costumes sur l'univers du Japon traditionnel.
Cela dit, même si les textes contiennent encore des références aux ères de l'histoire du Japon féodal, Kagrra, semble abandonner l'aspect vestimentaire qui le caractérisait à ses débuts (kimono, getas, zori, coiffures relativement excentriques, etc.).
En revanche, le sensu est toujours de mise lors des concerts, car il est indispensable pour exécuter les divers gestes accompagnant les chansons. D'ailleurs, la plupart des fans assistant aux concerts donnés par Kagrra, s'y présentent eux-mêmes en kimono, getas, voire ombrelles, ou bien sûr, habillés comme un des membres du groupe.

## Histoire
Nao et Izumi étaient déjà amis de longue date. Ils décident de former un groupe et trouvent Isshi. Ils mirent des affichettes indiquant qu'ils étaient à la recherche de guitaristes, c'est là qu'arrivent Shin et Akiya et CROW est ainsi formé.
En 1999 sort la démo "Hyakuyae". Il y a relativement peu d'information sur CROW encore à ce jour.
La même année, CROW rejoint les rangs de la PS Company et change son nom pour Kagrra. C'est en juin 2000 qu'ils donnent leur premier spectacle sous ce nom et en décembre de la même année que le premier album "Nue" est lancé.
En mars 2001, Kagrra sort son deuxième opus "Sakura" et ouvre son fanclub officiel : Auga, durant l'été, le groupe sort également quatre singles, tous sur le thème des quatre saisons (Haru, Natsu, Aki et Fuyu soit "Printemps, Eté, Automne" et "Hiver"). Le groupe terminera 2001 en faisant une tournée avec Kagerou et Dué le Quartz à Hong Kong et en lançant le troisième album "Irodori", compilant les quatre singles avec en plus deux chansons bonus de la demotape de CROW.
En 2002, Kagrra lance son premier maxi-single "Yume Izuru Chi" suivi de deux autres, d'un mini-album et, finalement du premier album complet : Gozen.
2003 est une année chargée puisque Kagrra sort encore une fois deux maxi-singles, un mini album et un DVD live ! En décembre, Kagrra dit au revoir à la scène indies et joue son dernier live en tant que tel.
Le premier janvier 2004 sort le single "Urei" qui marque le début de Kagrra sur la scène "major". Kagrra décide alors de changer légèrement son nom en y ajoutant une virgule et en devenant donc Kagrra,. Le 3 mars (jour du Hina Matsuri) sort le premier album "major" Miyako et le 21 juillet paraît un DVD qui lui est associé (Miyako ~ Inishe no Tobira ga ima).
Le 20 juillet 2005, l'album -san- sort et en août sort le DVD Sara ~ Natsukashi no Rakuen suivi de Unsanmusyo le 30 novembre.
C'est le 2 février 2006 qu'est sorti le single Chikai no Tsuki ; puis c'est au tour du single Utakata le 22 novembre de cette année.
Kagrra, sera pour la première fois en France en concert à La Loco (Paris) le 24 août 2008.
En 2010, le groupe célèbre son 10e anniversaire avec une nouvelle tournée et un événement spécial au Shibuya O-West le 3 mars.
La publication des nouveaux singles est prévue pour juin et août la même année ! Des membres du groupe, le bassiste Nao va participer dans la group session de THE TOKYO HIGH BALCK le 30 mai[Quand ?] à l'événement de PS Company : TRIBAL ARIVALL Vol 100.
Le 10 novembre 2010, Kaggra annonce sa séparation et entreprend une dernière tournée en guise d'adieu.
Isshi est retrouvé mort dans son appartement le 18 juillet à l'âge de 32 ans. Les concerts qui devaient se dérouler le 27 et 28 juillet serviront de mémorial pour lui rendre hommage.

## Formation
- Isshi au chant
- Akiya à la guitare (7/12 cordes)
- Shin également à la guitare
- Nao à la basse (5 cordes)
- Izumi à la batterie

## Discographie

### Demotape
- [1999.06.13] Hyakuyae (CROW)

### Albums
Indies
- [2000.12.01] Nue (鵺)
- [2001.03.03] Sakura (桜)
- [2001.10.03] Irodori (彩)
- [2002.05.01] Kirameki (煌)
- [2002.12.11] [gozen]
- [2003.09.24] Oukaranman (桜花爛漫)

Major
- [2004.03.03] Miyako (京)
- [2005.07.20] San (燦 ～san～)
- [2007.02.14] Shizuku (雫)
- [2008.01.09] Core
- [2009.04.01] Shu (珠)

### Singles
Indies
- [2000.06.21] Kotodama (恋綴魂)
- [2001.04.27] Genwaku no Joukei (幻惑の情景)
- [2001.04.27] Tsurezure Naru Mama ni... (徒然なるままに、、)
- [2001.05.26] Memai (眩暈)
- [2001.06.29] Kami Uta (神謌)
- [2002.04.03] Yume Izuru Chi (夢イズル地)
- [2002.05.05] Irohanihoheto (いろはにほへと)
- [2002.05.05] Kakashi (案山子)
- [2002.08.04] Sakura Maichiru Ano Oka de (桜舞い散るあの丘で)
- [2002.08.04] Kotodama (恋綴魂)
- [2003.05.28] Haru Urara (春麗ら)
- [2003.06.30] Yotogi Banashi (夜伽噺)

Major
- [2004.01.01] Urei (愁)
- [2004.06.21] Rin (凛)
- [2004.08.21] Omou (憶)
- [2005.02.02] Genei no Katachi (幻影の貌)
- [2005.02.02] Sarasouju no Komoriuta (沙羅双樹の子護唄)
- [2006.02.01] Chikai no Tsuki (誓ノ月)
- [2006.10.22] Utakata (うたかた)

## DVD/VHS
- [2002.03.06] Kagura Fuunroku (神楽風雲録) [Live]
- [2002.06.16] Yume Izuru Chi (～夢イズル地～) [Clip - making of]
- [2003.11.19] Hisai (秘祭) [Live du 27/08/2003]
- [2004.04.07] ~Kaikasengen~ Oukaranman (～開花宣言～「桜花爛漫」) [Live du 02/12/2003]
- [2004.06.21] Miyako - Inishie no Tobira ga Ima... (京～古の扉が今、、、～) [Live du 04/03/2004]
- [2005.08.03] Sara ~Natsukashi no Rakuen~ (沙羅～懐かしの楽園～) [Live du 14/04/2005]
- [2005.11.30] Unsanmusyo (～雲燦霧消～) [Live du 22/08/2005]
- [2006.09.27] Kiseki~ni (鬼跡~弐) [Clips major]